# エド・アッバティッチオ
エド・アッバティッチオ（Edward James "Ed" Abbaticchio、1877年4月15日 - 1957年1月6日）は、アメリカ合衆国・ペンシルベニア州レイトローブ出身のプロ野球選手（内野手）。右投右打。ニックネームは"Batty"。
イタリア系アメリカ人として、史上初のメジャーリーガーである。

## 経歴
1897年、ペンシルベニア州のグリーンスバーグ（Greensburg）でセミプロの選手として野球を始めたアッバティッチオは、同年9月4日にフィラデルフィア・フィリーズでメジャーデビューを果たす。翌1898年もフィリーズでプレイし、25試合に出場した。
1899年から1902年までの4年間はマイナーリーグでプレイを続けたアッバティッチオは、1903年にボストン・ビーンイーターズ（現在のアトランタ・ブレーブス）でメジャーリーグに復帰。ビーンイーターズ加入後はレギュラーに定着し、1903年には主に二塁手として、1904年と1905年は遊撃手を中心として試合に出場、3年連続で100安打以上を記録した。このうち、1904年の148安打、1905年の170安打はチームトップの数字だった。一方守備では、当時の野球のレベルが未熟だったという背景もあり、この3年間で211個のエラーを記録している。
ビーンイーターズでの3年間を終えた翌1906年には、アッバティッチオは球界を去り、ホテル経営の道へ進もうとした。そのためこの年はどのチームでもプレイしていない。しかしピッツバーグ・パイレーツが説得に乗り出したことで翻意し、パイレーツに入団。当時パイレーツには、史上最高の遊撃手とも評されるホーナス・ワグナーが在籍していたため、アッバティッチオは二塁手としてプレイすることになったが、1907年と1908年の2年続けて146試合以上に出場し、125安打以上を記録するなど安定した働きを見せた。
1909年、パイレーツに新人二塁手のドッツ・ミラーが加入した。そのため4月で32歳を迎えたアッバティッチオは大きく出場機会が減ることとなったが、この年チームは110勝42敗という圧倒的な強さでワールドシリーズに進出。アッバティッチオも自身初となるワールドシリーズでの試合出場（結果は1打数1三振）を果たした。
翌1910年は更に出番が減少したアッバティッチオは、シーズン途中でボストン・ダブズ（ボストン・ビーンイーターズが1907年に改名）へと移籍。しかしダブズでも、二塁手のデーブ・シェインが26歳、遊撃手のビル・スウィーニーが24歳、と若手がポジションをキープしており、アッバティッチオは結局52試合に出場しただけにとどまった。この年の9月15日が最後の試合となった。
1957年、フロリダ州のフォートローダーデールで死亡。

## 選手としての特徴
主なポジションはセカンドとショートで、通算ではセカンドを419試合、ショートを388試合務めた。その他にはサードと外野を守った経験も少しだけある。
また、高い走力を持った選手でもあり、5年連続20盗塁以上を記録したこともある。特に1907年の35盗塁はリーグ7位の数字だった（この年のリーグ1位はチームメイトのワグナー）。

## アメリカンフットボール
アッバティッチオはプロの野球選手というだけでなく、プロのアメフト選手の嚆矢でもあった。1895年には、アメリカ合衆国最初のプロチーム、レイトローブ・アスレチック・アソシエーション（Latrobe Athletic Association）に所属し、フルバックとキッカーとして活躍した。

## 詳細情報

### 年度別打撃成績
| 年 度    | 球 団    | 試 合 | 打 席 | 打 数 | 得 点 | 安 打 | 二 塁 打 | 三 塁 打 | 本 塁 打 | 塁 打 | 打 点 | 盗 塁 | 盗 塁 死 | 犠 打 | 犠 飛 | 四 球 | 敬 遠 | 死 球 | 三 振 | 併 殺 打 | 打 率 | 出 塁 率 | 長 打 率 | O P S |
| -------- | -------- | ----- | ----- | ----- | ----- | ----- | -------- | -------- | -------- | ----- | ----- | ----- | -------- | ----- | ----- | ----- | ----- | ----- | ----- | -------- | ----- | -------- | -------- | ----- |
| 1897     | PHI      | 3     | 11    | 10    | 0     | 3     | 0        | 0        | 0        | 3     | 0     | 0     | -        | 0     | -     | 1     | -     | 0     | 2     | -        | .300  | .364     | .300     | .664  |
| 1898     | PHI      | 25    | 102   | 92    | 9     | 21    | 4        | 0        | 0        | 25    | 14    | 4     | -        | 2     | -     | 7     | -     | 1     | 15    | -        | .228  | .290     | .272     | .562  |
| 1903     | BSN      | 136   | 562   | 489   | 61    | 111   | 18       | 5        | 1        | 142   | 46    | 23    | -        | 17    | -     | 52    | -     | 4     | 36    | -        | .227  | .306     | .290     | .597  |
| 1904     | BSN      | 154   | 637   | 579   | 76    | 148   | 18       | 10       | 3        | 195   | 54    | 24    | -        | 13    | -     | 40    | -     | 5     | 55    | -        | .256  | .309     | .337     | .646  |
| 1905     | BSN      | 153   | 658   | 610   | 70    | 170   | 25       | 12       | 3        | 228   | 41    | 30    | -        | 5     | -     | 35    | -     | 8     | 51    | -        | .279  | .326     | .374     | .700  |
| 1907     | PIT      | 147   | 591   | 496   | 63    | 130   | 14       | 7        | 2        | 164   | 82    | 35    | -        | 22    | -     | 65    | -     | 8     | 48    | -        | .262  | .357     | .331     | .687  |
| 1908     | PIT      | 146   | 590   | 500   | 43    | 125   | 16       | 7        | 1        | 158   | 61    | 22    | -        | 25    | -     | 58    | -     | 7     | 49    | -        | .250  | .336     | .316     | .652  |
| 1909     | PIT      | 36    | 107   | 87    | 13    | 20    | 0        | 0        | 1        | 23    | 16    | 2     | -        | 1     | -     | 19    | -     | 0     | 11    | -        | .230  | .368     | .264     | .632  |
| 1910     | PIT      | 3     | 3     | 3     | 0     | 0     | 0        | 0        | 0        | 0     | 0     | 0     | -        | 0     | -     | 0     | -     | 0     | 0     | -        | .000  | .000     | .000     | .000  |
| 1910     | BSN      | 52    | 198   | 178   | 20    | 44    | 4        | 2        | 0        | 52    | 10    | 2     | -        | 8     | -     | 12    | -     | 0     | 16    | -        | .247  | .295     | .292     | .587  |
| '10計    | BSN      | 55    | 201   | 181   | 20    | 44    | 4        | 2        | 0        | 52    | 10    | 2     | -        | 8     | -     | 12    | -     | 0     | 16    | -        | .243  | .290     | .287     | .577  |
| MLB：9年 | MLB：9年 | 855   | 3459  | 3044  | 355   | 772   | 99       | 43       | 11       | 990   | 324   | 142   | -        | 93    | -     | 289   | -     | 33    | 283   | -        | .254  | .325     | .325     | .650  |

- 「-」は公式記録なし
- 各年度の太字はリーグ最高